# Planai (Skipiste)

Logo The Night Race Schladming (2025)

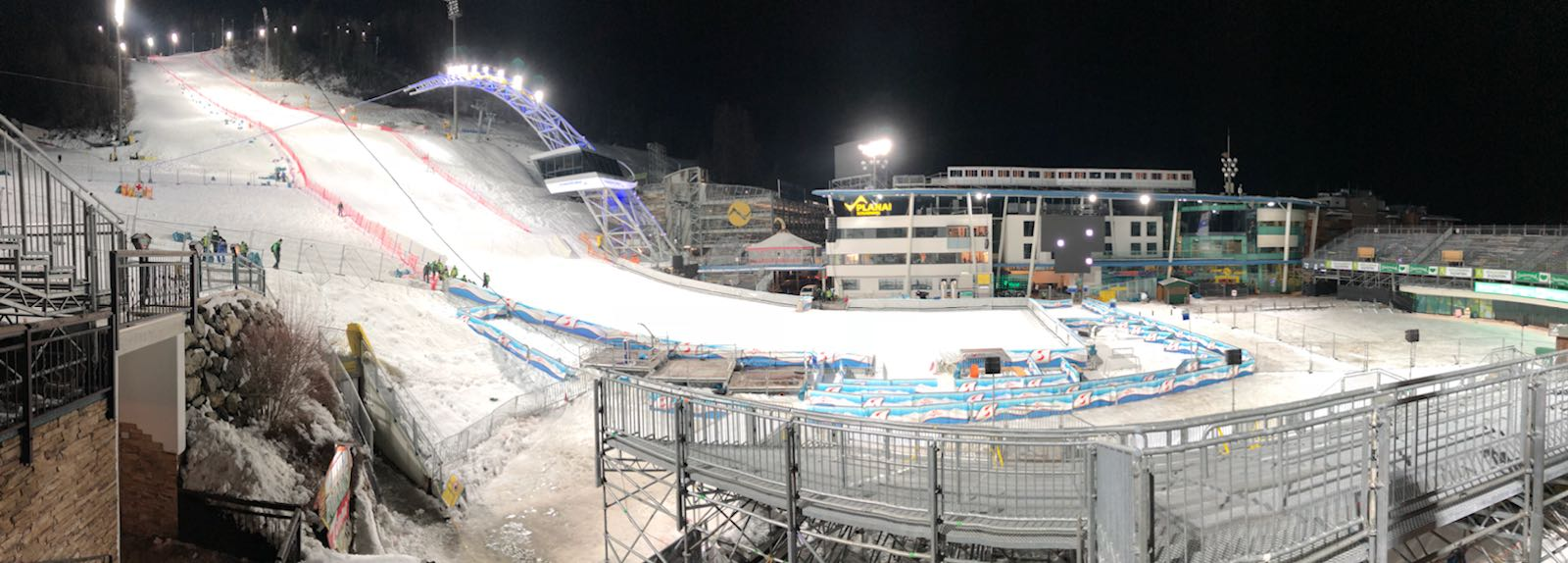
Zielraum nach dem Rennen 2018

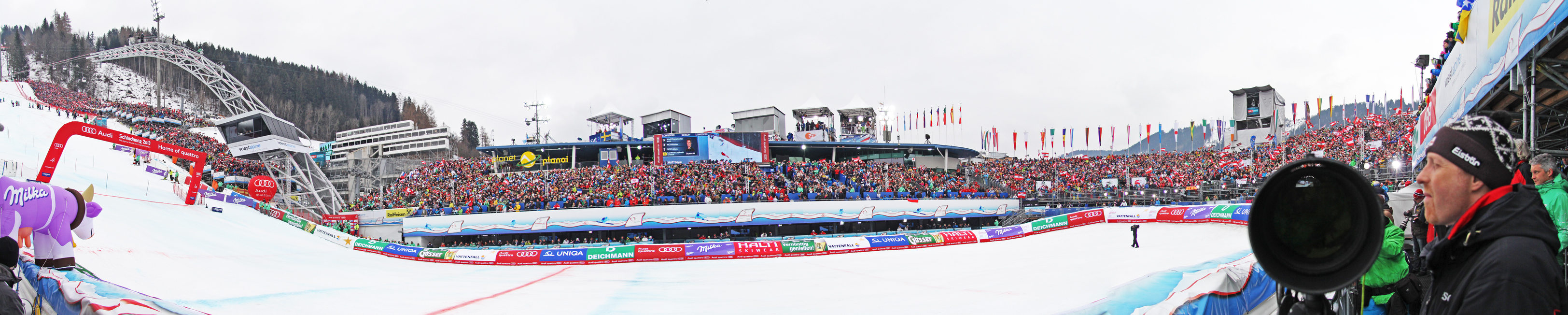
Panoramaaufnahme im Zielstadion

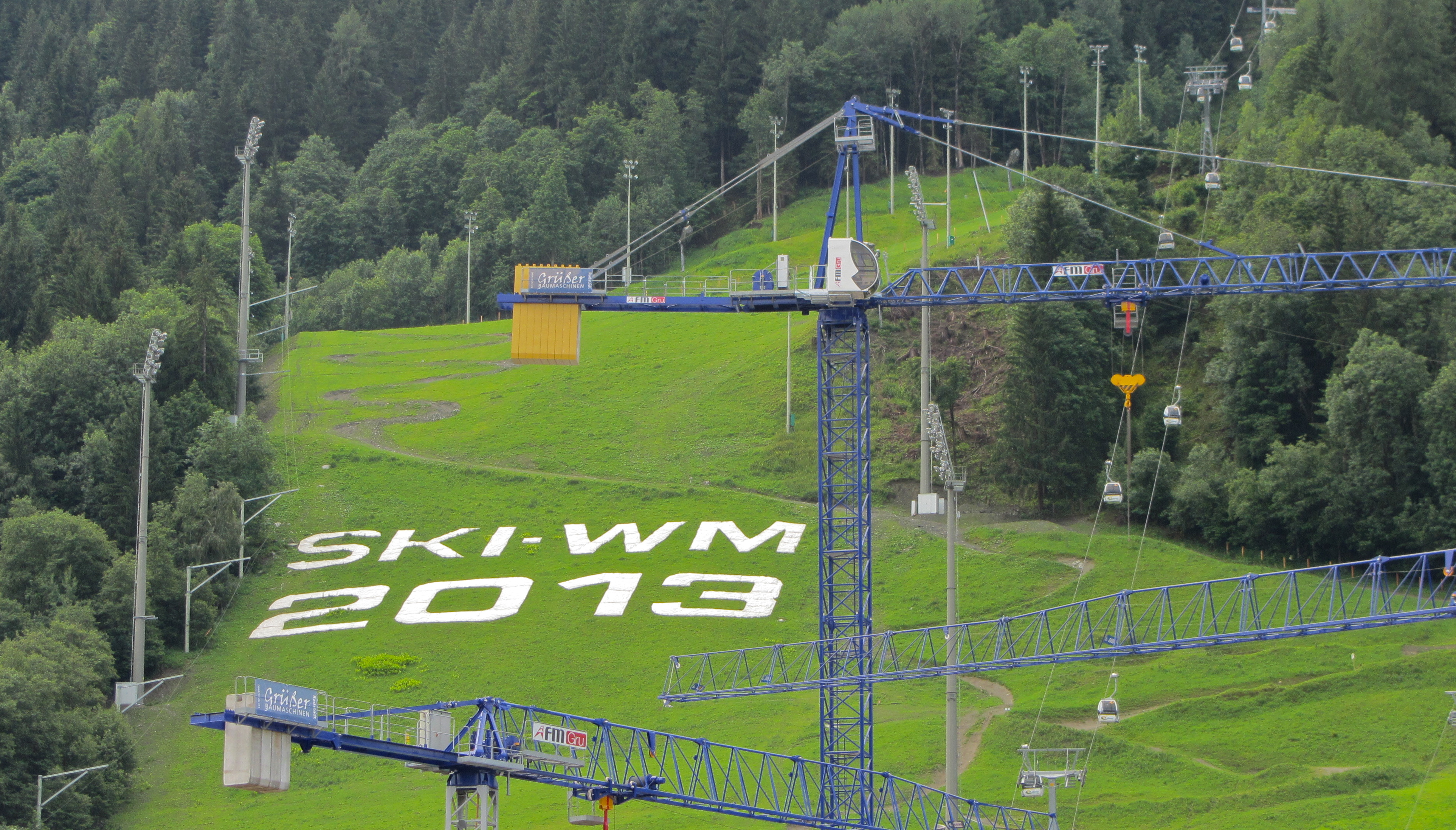
Vorbereitungen für die Ski-WM 2013

Die Skiabfahrt Planai liegt auf dem gleichnamigen Berg in Schladming in Österreich. Sie ist eine Abfahrts- und Super-G-Piste, in deren unterem Abschnitt, dem Zielhang, auch Slaloms ausgetragen werden. Die Piste ist derzeit Schauplatz eines Slaloms der Männer im Alpinen Skiweltcup, der seit 1997 unter der Bezeichnung „The Nightrace“  jährlich unter Flutlicht ausgetragen wird. Mit bis zu 50.000 Zuschauern sind die Slaloms von Schladming die Weltcuprennen mit dem meisten Publikum. 2013 war die Planai – wie bereits 1982 – Austragungsort der Alpinen Skiweltmeisterschaften. Zu diesem Anlass wurde das in unmittelbarer Nähe zum Stadtzentrum gelegene Zielstadion umgebaut und erweitert. Als Generalprobe für die Weltmeisterschaften fand das Weltcupfinale 2012 in Schladming statt. Eine weitere bekannte Abfahrt auf der Planai ist die Streicher.

## Geschichte
Im Jahr 1953 wurde der erste Schlepplift auf dem Gipfel der Planai errichtet. 1964 begann der Bau einer Mautstraße und parallel dazu die Errichtung von Skiabfahrten. Die FIS-Abfahrt wurde 1966 fertiggestellt. Auf ihr fanden im Dezember 1971 erstmals Europacuprennen der Damen statt. Am 22. Dezember 1973 wurde mit einem Abfahrtslauf der Herren das erste Weltcuprennen auf der Planai veranstaltet. Der Sieger Franz Klammer bewältigte die 3145 Meter lange Strecke vor rund 15.000 Zusehern mit einer Durchschnittsgeschwindigkeit von 111,22 Kilometern pro Stunde und erreichte damit die bis dahin höchste Durchschnittsgeschwindigkeit in einer Weltcupabfahrt. Zuvor war die höchste Durchschnittsgeschwindigkeit bei 108,31 Kilometer pro Stunde gelegen, erzielt am 15. März 1972 von Bernhard Russi auf der Saslong in Gröden. Ab 1975 lag der Start in 1754 Metern Höhe, und die Strecke hatte eine Länge von etwa 3450 Metern. Sie wies weiterhin die höchste Durchschnittsgeschwindigkeit im Weltcup auf.
Den ersten Slalom auf der Planai am 21. Dezember 1975 gewann Hansi Hinterseer, den ersten Riesenslalom am 9. Dezember 1978 konnte Ingemar Stenmark für sich entscheiden. Die Abfahrtsstrecke musste im Dezember 1978 wegen Schlechtwetters um 615 Meter verkürzt werden. Ein Jahr später wurde die am 22. Dezember 1979 ausgetragene Weltcupabfahrt nach 28 Läufern wegen schlechter Sicht abgebrochen und nicht gewertet. Auch im folgenden Jahr hatten die Veranstalter kein Wetterglück: Nachdem der Riesenslalom noch plangemäß ausgetragen werden konnte, musste die für 7. Februar 1981 angesetzte Abfahrt nach einem Tag Verschiebung abgesagt werden. Für die Weltcupabfahrt am Silvestertag 1985 wurden bereits 35.000 Eintrittskarten verkauft. Im nächsten Jahr musste die Silvesterabfahrt allerdings schon eine Woche zuvor wegen Schneemangels und zu warmer Temperaturen abgesagt werden. Das einzige Weltcuprennen der Damen, ein Super-G am 26. November 1988, gewann die Französin Carole Merle. Schladming war als Ersatzort für Les Menuires eingesprungen, das die Super-Gs nicht austragen konnte. Die vorerst letzte Weltcupabfahrt auf der Planai wurde 1990 ausgetragen.
Zwischen 1991 und 1995 fanden auf der Planai Rennen der U.S. Pro-Ski Tour statt. 1997 wurden die Junioren-Weltmeisterschaften auf der Planai ausgetragen. Im selben Jahr kehrte nach sieben Jahren Pause der Weltcupzirkus mit dem Nightrace nach Schladming zurück. Die Rekordsieger bei Weltcuprennen sind Benjamin Raich, Marcel Hirscher und Henrik Kristoffersen mit vier Siegen, Raich und Kristoffersen gewannen viermal im Slalom, Hirscher dreimal im Slalom und einmal im Riesenslalom. In den Jahren 1998 und 1999 wurden auch noch Herren-Super-Gs ausgetragen, ab 2000 nur noch der Nachtslalom, welcher seit 2001 immer am Dienstag nach den Hahnenkammrennen im Jänner stattfindet.
Anlässlich des Weltcupfinales 2012 wurden erstmals Rennen in allen Disziplinen – sowohl für Herren als auch für Damen – auf der Planai ausgetragen, wobei der Herren-Slalom und alle Damenbewerbe mit Ausnahme vom Damen-Riesenslalom auf der Streicher Skipiste ausgetragen wurden. Das gilt für die Damen auch bei den Weltmeisterschaften 1982 und 2013, wo nur der Riesenslalom auf der Planai Skipiste stattfand.
2017 wurde im Umfeld des Nightrace der Fernsehfilm Steirerkind aus der Landkrimi-Filmreihe gedreht.
Im Jänner 2023 fand am Tag nach dem Nightrace nach längerer Pause wieder ein Riesenslalom statt, der als Weltpremiere erstmals als Nachtrennen durchgeführt wurde.

## Podestplatzierungen Herren
Weltcup- und WM-Rennen

### Slalom

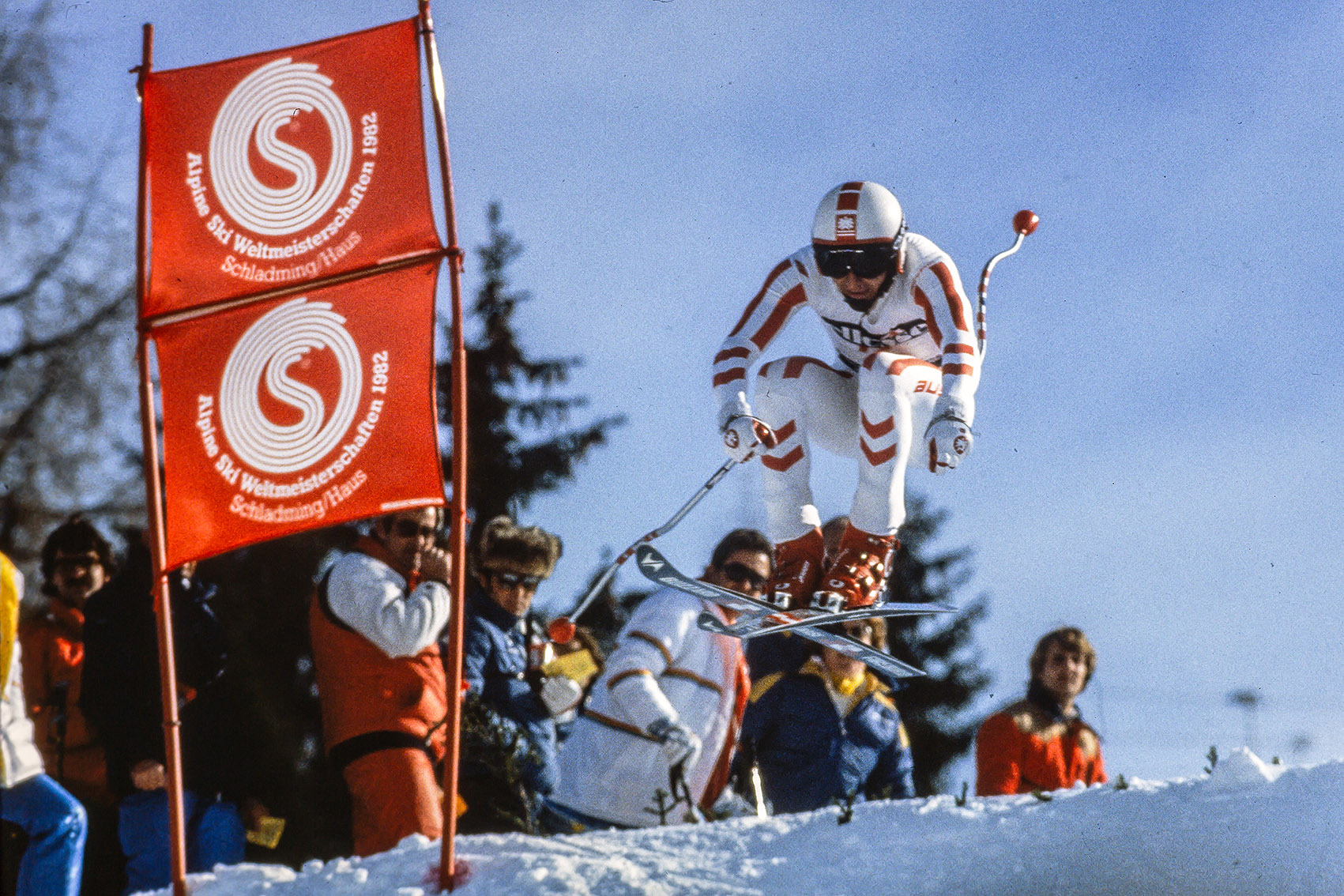
Franz Klammer bei der WM auf der Planai (1982)

| Saison            | Datum             | Sieger                                         | 2. Platz                                       | 3. Platz                                       |
| ----------------- | ----------------- | ---------------------------------------------- | ---------------------------------------------- | ---------------------------------------------- |
| 1975/76           | 21.12.1975        | Hansi Hinterseer                               | Ingemar Stenmark                               | Piero Gros                                     |
| 1976/77 – 1980/81 | 1976/77 – 1980/81 | Nicht im Weltcup-Kalender.                     | Nicht im Weltcup-Kalender.                     | Nicht im Weltcup-Kalender.                     |
| WM 1982           | 07.02.1982        | Ingemar Stenmark                               | Bojan Križaj                                   | Bengt Fjällberg                                |
| 1982/83 – 1988/89 | 1982/83 – 1988/89 | Nicht im Weltcup-Kalender.                     | Nicht im Weltcup-Kalender.                     | Nicht im Weltcup-Kalender.                     |
| 1989/90           | 12.01.1990        | Armin Bittner                                  | Michael Tritscher                              | Konrad Kurt Ladstätter Tetsuya Okabe           |
| 1990/91 – 1995/96 | 1990/91 – 1995/96 | Nicht im Weltcup-Kalender.                     | Nicht im Weltcup-Kalender.                     | Nicht im Weltcup-Kalender.                     |
| 1996/97           | 30.01.1997        | Alberto Tomba                                  | Thomas Stangassinger                           | Sébastien Amiez                                |
| 1997/98           | 08.01.1998        | Alberto Tomba                                  | Thomas Sykora                                  | Hans Petter Buraas                             |
| 1998/99           | 07.01.1999        | Benjamin Raich                                 | Pierrick Bourgeat                              | Kjetil André Aamodt                            |
| 1999/00           | 09.03.2000        | Mario Matt                                     | Ole Kristian Furuseth                          | Thomas Stangassinger                           |
| 2000/01           | 23.01.2001        | Benjamin Raich                                 | Hans Petter Buraas                             | Mitja Kunc                                     |
| 2001/02           | 22.01.2002        | Bode Miller                                    | Jean-Pierre Vidal                              | Ivica Kostelić                                 |
| 2002/03           | 28.01.2003        | Kalle Palander                                 | Benjamin Raich                                 | Hans Petter Buraas                             |
| 2003/04           | 27.01.2004        | Benjamin Raich                                 | Manfred Mölgg                                  | Kalle Palander                                 |
| 2004/05           | 25.01.2005        | Manfred Pranger                                | Benjamin Raich                                 | André Myhrer                                   |
| 2005/06           | 24.01.2006        | Kalle Palander                                 | Akira Sasaki                                   | Benjamin Raich                                 |
| 2006/07           | 30.01.2007        | Benjamin Raich                                 | Jens Byggmark                                  | Mario Matt                                     |
| 2007/08           | 22.01.2008        | Mario Matt                                     | Jean-Baptiste Grange                           | Manfred Mölgg                                  |
| 2008/09           | 27.01.2009        | Reinfried Herbst                               | Manfred Pranger                                | Ivica Kostelić                                 |
| 2009/10           | 26.01.2010        | Reinfried Herbst                               | Silvan Zurbriggen                              | Manfred Pranger                                |
| 2010/11           | 25.01.2011        | Jean-Baptiste Grange                           | André Myhrer                                   | Mattias Hargin                                 |
| 2011/12           | 24.01.2012        | Marcel Hirscher                                | Stefano Gross                                  | Mario Matt                                     |
| 2011/12           | 18.03.2012        | Rennen auf der Streicher Skipiste ausgetragen. | Rennen auf der Streicher Skipiste ausgetragen. | Rennen auf der Streicher Skipiste ausgetragen. |
| WM 2013           | 17.02.2013        | Marcel Hirscher                                | Felix Neureuther                               | Mario Matt                                     |
| 2013/14           | 28.01.2014        | Henrik Kristoffersen                           | Marcel Hirscher                                | Felix Neureuther                               |
| 2014/15           | 27.01.2015        | Alexander Choroschilow                         | Stefano Gross                                  | Felix Neureuther                               |
| 2015/16           | 26.01.2016        | Henrik Kristoffersen                           | Marcel Hirscher                                | Alexander Choroschilow                         |
| 2016/17           | 24.01.2017        | Henrik Kristoffersen                           | Marcel Hirscher                                | Alexander Choroschilow                         |
| 2017/18           | 23.01.2018        | Marcel Hirscher                                | Henrik Kristoffersen                           | Daniel Yule                                    |
| 2018/19           | 29.01.2019        | Marcel Hirscher                                | Alexis Pinturault                              | Daniel Yule                                    |
| 2019/20           | 28.01.2020        | Henrik Kristoffersen                           | Alexis Pinturault                              | Daniel Yule                                    |
| 2020/21           | 26.01.2021        | Marco Schwarz                                  | Clément Noël                                   | Alexis Pinturault                              |
| 2021/22           | 25.01.2022        | Linus Straßer                                  | Atle Lie McGrath                               | Manuel Feller                                  |
| 2022/23           | 24.01.2023        | Clément Noël                                   | Ramon Zenhäusern                               | Lucas Braathen                                 |
| 2023/24           | 24.01.2024        | Linus Straßer                                  | Timon Haugan                                   | Clément Noël                                   |
| 2024/25           | 29.01.2025        | Timon Haugan                                   | Manuel Feller                                  | Fabio Gstrein                                  |

### Riesenslalom
| Saison            | Datum                      | Sieger                     | 2. Platz                   | 3. Platz                   |
| ----------------- | -------------------------- | -------------------------- | -------------------------- | -------------------------- |
| 1978/79           | 09.12.1978                 | Ingemar Stenmark           | Peter Lüscher              | Leonardo David             |
| 1979/80           | Nicht im Weltcup-Kalender. | Nicht im Weltcup-Kalender. | Nicht im Weltcup-Kalender. | Nicht im Weltcup-Kalender. |
| 1980/81           | 02.02.1981                 | Ingemar Stenmark           | Hans Enn                   | Jean-Luc Fournier          |
| WM 1982           | 03.02.1982                 | Steve Mahre                | Ingemar Stenmark           | Boris Strel                |
| 1982/83 – 1983/84 | 1982/83 – 1983/84          | Nicht im Weltcup-Kalender. | Nicht im Weltcup-Kalender. | Nicht im Weltcup-Kalender. |
| 1984/85           | 08.01.1985                 | Thomas Bürgler             | Marc Girardelli            | Martin Hangl               |
| 1985/86 – 1986/87 | 1985/86 – 1986/87          | Nicht im Weltcup-Kalender. | Nicht im Weltcup-Kalender. | Nicht im Weltcup-Kalender. |
| 1987/88           | 30.01.1988                 | Rudolf Nierlich            | Hubert Strolz              | Helmut Mayer               |
| 1988/89 – 2010/11 | 1988/89 – 2010/11          | Nicht im Weltcup-Kalender. | Nicht im Weltcup-Kalender. | Nicht im Weltcup-Kalender. |
| 2011/12           | 17.03.2012                 | Marcel Hirscher            | Hannes Reichelt            | Marcel Mathis              |
| WM 2013           | 15.02.2013                 | Ted Ligety                 | Marcel Hirscher            | Manfred Mölgg              |
| 2022/23           | 25.01.2023                 | Loïc Meillard              | Gino Caviezel              | Marco Schwarz              |
| 2023/24           | 23.01.2024                 | Marco Odermatt             | Manuel Feller              | Žan Kranjec                |
| 2024/25           | 28.01.2025                 | Alexander Steen Olsen      | Henrik Kristoffersen       | Marco Odermatt             |

### Super-G
| Saison            | Datum             | Sieger                     | 2. Platz                   | 3. Platz                   |
| ----------------- | ----------------- | -------------------------- | -------------------------- | -------------------------- |
| 1988/89           | 27.11.1988        | Pirmin Zurbriggen          | Franck Piccard             | Leonhard Stock             |
| 1989/90 – 1996/97 | 1989/90 – 1996/97 | Nicht im Weltcup-Kalender. | Nicht im Weltcup-Kalender. | Nicht im Weltcup-Kalender. |
| 1997/98           | 10.01.1998        | Hermann Maier              | Stephan Eberharter         | Luca Cattaneo              |
| 1997/98           | 11.01.1998        | Hermann Maier              | Andreas Schifferer         | Stephan Eberharter         |
| 1998/99           | 09.01.1999        | Hermann Maier              | Rainer Salzgeber           | Hans Knauß                 |
| 1999/00 – 2010/11 | 1999/00 – 2010/11 | Nicht im Weltcup-Kalender. | Nicht im Weltcup-Kalender. | Nicht im Weltcup-Kalender. |
| 2011/12           | 15.03.2012        | Christof Innerhofer        | Alexis Pinturault          | Marcel Hirscher            |
| WM 2013           | 06.02.2013        | Ted Ligety                 | Gauthier de Tessières      | Aksel Lund Svindal         |

### Abfahrt
| Saison            | Datum                      | Sieger                                          | 2. Platz                                        | 3. Platz                                        |
| ----------------- | -------------------------- | ----------------------------------------------- | ----------------------------------------------- | ----------------------------------------------- |
| 1973/74           | 22.12.1973                 | Franz Klammer                                   | Roland Collombin                                | Bernhard Russi                                  |
| 1974/75           | Nicht im Weltcup-Kalender. | Nicht im Weltcup-Kalender.                      | Nicht im Weltcup-Kalender.                      | Nicht im Weltcup-Kalender.                      |
| 1975/76           | 20.12.1975                 | Dave Irwin                                      | Klaus Eberhard                                  | Herbert Plank                                   |
| 1976/77 – 1977/78 | 1976/77 – 1977/78          | Nicht im Weltcup-Kalender.                      | Nicht im Weltcup-Kalender.                      | Nicht im Weltcup-Kalender.                      |
| 1978/79           | 10.12.1978                 | Ken Read                                        | Dave Murray                                     | Wladimir Makejew                                |
| 1979/80           | 22.12.1979                 | Abbruch nach 28 Läufern wegen schlechter Sicht. | Abbruch nach 28 Läufern wegen schlechter Sicht. | Abbruch nach 28 Läufern wegen schlechter Sicht. |
| 1980/81           | 07.02.1981                 | Rennen abgesagt.                                | Rennen abgesagt.                                | Rennen abgesagt.                                |
| WM 1982           | 06.02.1982                 | Harti Weirather                                 | Conradin Cathomen                               | Erwin Resch                                     |
| 1982/83           | Nicht im Weltcup-Kalender. | Nicht im Weltcup-Kalender.                      | Nicht im Weltcup-Kalender.                      | Nicht im Weltcup-Kalender.                      |
| 1983/84           | 04.12.1983                 | Erwin Resch                                     | Harti Weirather                                 | Steve Podborski                                 |
| 1984/85           | Nicht im Weltcup-Kalender. | Nicht im Weltcup-Kalender.                      | Nicht im Weltcup-Kalender.                      | Nicht im Weltcup-Kalender.                      |
| 1985/86           | 31.12.1985                 | Peter Wirnsberger                               | Peter Müller                                    | Erwin Resch                                     |
| 1986/87           | Nicht im Weltcup-Kalender. | Nicht im Weltcup-Kalender.                      | Nicht im Weltcup-Kalender.                      | Nicht im Weltcup-Kalender.                      |
| 1987/88           | 29.01.1988                 | Pirmin Zurbriggen                               | Franz Heinzer                                   | Peter Dürr                                      |
| 1988/89           | Nicht im Weltcup-Kalender. | Nicht im Weltcup-Kalender.                      | Nicht im Weltcup-Kalender.                      | Nicht im Weltcup-Kalender.                      |
| 1989/90           | 11.01.1990                 | Franck Piccard                                  | Kristian Ghedina                                | Daniel Mahrer                                   |
| 1990/91 – 2010/11 | 1990/91 – 2010/11          | Nicht im Weltcup-Kalender.                      | Nicht im Weltcup-Kalender.                      | Nicht im Weltcup-Kalender.                      |
| 2011/12           | 14.03.2012                 | Aksel Lund Svindal                              | Beat Feuz                                       | Hannes Reichelt                                 |
| WM 2013           | 09.02.2013                 | Aksel Lund Svindal                              | Dominik Paris                                   | David Poisson                                   |

### Kombination
| Saison            | Datum             | Sieger                     | 2. Platz                   | 3. Platz                   |
| ----------------- | ----------------- | -------------------------- | -------------------------- | -------------------------- |
| 1978/79           | 10.12.1978        | Peter Lüscher              | Leonhard Stock             | Andreas Wenzel             |
| 1979/80 – 1980/81 | 1979/80 – 1980/81 | Nicht im Weltcup-Kalender. | Nicht im Weltcup-Kalender. | Nicht im Weltcup-Kalender. |
| WM 1982           | 05.02.1982        | Michel Vion                | Peter Lüscher              | Anton Steiner              |
| 1982/83 – 1988/89 | 1982/83 – 1988/89 | Nicht im Weltcup-Kalender. | Nicht im Weltcup-Kalender. | Nicht im Weltcup-Kalender. |
| 1989/90           | 12.01.1990        | Pirmin Zurbriggen          | Paul Accola                | Günther Mader              |
| 1990/91 – 2011/12 | 1990/91 – 2011/12 | Nicht im Weltcup-Kalender. | Nicht im Weltcup-Kalender. | Nicht im Weltcup-Kalender. |
| WM 2013           | 11.02.2013        | Ted Ligety                 | Ivica Kostelić             | Romed Baumann              |

## Bestenlisten Herren
Weltcup- und WM-Rennen

Stand: 29. Jänner 2025

### Slalom
|   | Name                 | Sieger | 2. Platz | 3. Platz | Top 3 |
| - | -------------------- | ------ | -------- | -------- | ----- |
| 1 | Marcel Hirscher      | 4      | 3        | 0        | 7     |
| 2 | Benjamin Raich       | 4      | 2        | 1        | 7     |
| 3 | Henrik Kristoffersen | 4      | 1        | 0        | 5     |
| 4 | Mario Matt           | 2      | 0        | 3        | 5     |
| 5 | Kalle Palander       | 2      | 0        | 1        | 3     |
| 6 | Reinfried Herbst     | 2      | 0        | 0        | 2     |
| 6 | Linus Straßer        | 2      | 0        | 0        | 2     |
| 6 | Alberto Tomba        | 2      | 0        | 0        | 2     |
| 8 | Clément Noël         | 1      | 1        | 1        | 3     |
| 8 | Manfred Pranger      | 1      | 1        | 1        | 3     |
| 9 | Jean-Baptiste Grange | 1      | 1        | 0        | 2     |
| 9 | Timon Haugan         | 1      | 1        | 0        | 2     |
| 9 | Ingemar Stenmark     | 1      | 1        | 0        | 2     |

### Gesamt
|   | Name                 | Sieger | 2. Platz | 3. Platz | Top 3 |
| - | -------------------- | ------ | -------- | -------- | ----- |
| 1 | Marcel Hirscher      | 5      | 4        | 1        | 10    |
| 2 | Benjamin Raich       | 4      | 2        | 1        | 7     |
| 3 | Henrik Kristoffersen | 4      | 1        | 0        | 5     |
| 4 | Ingemar Stenmark     | 3      | 2        | 0        | 5     |
| 5 | Ted Ligety           | 3      | 0        | 0        | 3     |
| 5 | Hermann Maier        | 3      | 0        | 0        | 3     |
| 5 | Pirmin Zurbriggen    | 3      | 0        | 0        | 3     |
| 8 | Mario Matt           | 2      | 0        | 3        | 5     |
| 9 | Kalle Palander       | 2      | 0        | 1        | 3     |
| 9 | Aksel Lund Svindal   | 2      | 0        | 1        | 3     |

## Podestplatzierungen Damen
Weltcup- und WM-Rennen

### Riesenslalom
| Saison            | Datum             | Sieger                     | 2. Platz                   | 3. Platz                   |
| ----------------- | ----------------- | -------------------------- | -------------------------- | -------------------------- |
| WM 1982           | 02.02.1982        | Erika Hess                 | Christin Cooper            | Ursula Konzett             |
| 1982/83 – 2010/11 | 1982/83 – 2010/11 | Nicht im Weltcup-Kalender. | Nicht im Weltcup-Kalender. | Nicht im Weltcup-Kalender. |
| 2011/12           | 18.03.2012        | Viktoria Rebensburg        | Anna Fenninger             | Federica Brignone          |
| WM 2013           | 14.02.2013        | Tessa Worley               | Tina Maze                  | Anna Fenninger             |

### Super-G
| Saison  | Datum      | Sieger       | 2. Platz     | 3. Platz                          |
| ------- | ---------- | ------------ | ------------ | --------------------------------- |
| 1988/89 | 26.11.1988 | Carole Merle | Ulrike Maier | Regine Mösenlechner Anita Wachter |

### Slalom
| Saison  | Datum      | Sieger           | 2. Platz     | 3. Platz  |
| ------- | ---------- | ---------------- | ------------ | --------- |
| 2021/22 | 12.01.2022 | Mikaela Shiffrin | Petra Vlhová | Lena Dürr |

## Podestplatzierungen Mannschaftswettbewerb
Weltcup- und WM-Rennen
| Saison  | Datum      | Sieger     | 2. Platz | 3. Platz    |
| ------- | ---------- | ---------- | -------- | ----------- |
| 2011/12 | 16.03.2012 | Österreich | Schweiz  | Schweden    |
| WM 2013 | 12.02.2013 | Österreich | Schweden | Deutschland |